# Férfi vízilabdatorna a 2011-es pánamerikai játékokon
A 2011-es pánamerikai játékokon a férfi vízilabdatornát Mexikóban, Guadalajarában rendezték meg október 23-tól október 29-ig.

## Csoportkör

### A csoport
| Csapat   | M | Gy | D | V | G+ | G- | Gk  | P |
| -------- | - | -- | - | - | -- | -- | --- | - |
| Kanada   | 3 | 3  | 0 | 0 | 46 | 21 | +25 | 6 |
| Kuba     | 3 | 2  | 0 | 1 | 30 | 33 | -3  | 4 |
| Mexikó   | 3 | 1  | 0 | 2 | 24 | 35 | -11 | 2 |
| Kolumbia | 3 | 0  | 0 | 3 | 29 | 40 | −11 | 0 |

| 1. mérkőzés 2011. október 23. 17:00 | Kolumbia             | 11-12 | Kuba       | Scotiabank Aquatics Center, Guadalajara Játékvezetők: Valcarce (ARG), Werner (BRA) |
| 1. mérkőzés 2011. október 23. 17:00 | (2-2, 3-3, 4-5, 2-2) |       |            | Scotiabank Aquatics Center, Guadalajara Játékvezetők: Valcarce (ARG), Werner (BRA) |
| 1. mérkőzés 2011. október 23. 17:00 | Idarraga 3           |       | Cisneros 5 | Scotiabank Aquatics Center, Guadalajara Játékvezetők: Valcarce (ARG), Werner (BRA) |

| 2. mérkőzés 2011. október 23. 18:15 | Kanada               | 16-4 | Mexikó          | Scotiabank Aquatics Center, Guadalajara Játékvezetők: Moller (ARG), Wittstock (USA) |
| 2. mérkőzés 2011. október 23. 18:15 | (3-0, 6-0, 3-1, 4-3) |      |                 | Scotiabank Aquatics Center, Guadalajara Játékvezetők: Moller (ARG), Wittstock (USA) |
| 2. mérkőzés 2011. október 23. 18:15 | Graham 4             |      | Perez, Garcia 2 | Scotiabank Aquatics Center, Guadalajara Játékvezetők: Moller (ARG), Wittstock (USA) |

| 3. mérkőzés 2011. október 24. 15:46 | Kanada               | 15-10 | Kuba        | Scotiabank Aquatics Center, Guadalajara Játékvezetők: Parades (COL), Stampalija (CRO) |
| 3. mérkőzés 2011. október 24. 15:46 | (4-3, 4-4, 3-1, 4-2) |       |             | Scotiabank Aquatics Center, Guadalajara Játékvezetők: Parades (COL), Stampalija (CRO) |
| 3. mérkőzés 2011. október 24. 15:46 | Graham, Constantin 4 |       | 3 játékos 2 | Scotiabank Aquatics Center, Guadalajara Játékvezetők: Parades (COL), Stampalija (CRO) |

| 4. mérkőzés 2011. október 24. 18:15 | Kolumbia             | 11-13 | Mexikó   | Scotiabank Aquatics Center, Guadalajara Játékvezetők: Dester (BRA), Redding (USA) |
| 4. mérkőzés 2011. október 24. 18:15 | (2-3, 4-2, 1-4, 4-4) |       |          | Scotiabank Aquatics Center, Guadalajara Játékvezetők: Dester (BRA), Redding (USA) |
| 4. mérkőzés 2011. október 24. 18:15 | Idarraga 3           |       | Garcia 4 | Scotiabank Aquatics Center, Guadalajara Játékvezetők: Dester (BRA), Redding (USA) |

| 5. mérkőzés 2011. október 25. 15:45 | Kanada               | 15-7 | Kolumbia            | Scotiabank Aquatics Center, Guadalajara Játékvezetők: Moller (ARG), Maretzki (USA) |
| 5. mérkőzés 2011. október 25. 15:45 | (4-2, 2-1, 6-1, 3-3) |      |                     | Scotiabank Aquatics Center, Guadalajara Játékvezetők: Moller (ARG), Maretzki (USA) |
| 5. mérkőzés 2011. október 25. 15:45 | Constantin 3         |      | Bejarano, Montoya 2 | Scotiabank Aquatics Center, Guadalajara Játékvezetők: Moller (ARG), Maretzki (USA) |

| 6. mérkőzés 2011. október 25. 18:15 | Mexikó               | 7-8 | Kuba                | Scotiabank Aquatics Center, Guadalajara Játékvezetők: Attendance: Werner (BRA), Arnoldo (VEN) |
| 6. mérkőzés 2011. október 25. 18:15 | (2-3, 2-1, 1-1, 2-3) |     |                     | Scotiabank Aquatics Center, Guadalajara Játékvezetők: Attendance: Werner (BRA), Arnoldo (VEN) |
| 6. mérkőzés 2011. október 25. 18:15 | O'Brien Jr. 3        |     | Jimenez, Cisneros 2 | Scotiabank Aquatics Center, Guadalajara Játékvezetők: Attendance: Werner (BRA), Arnoldo (VEN) |

### B csoport
| Csapat           | M | Gy | D | V | G+ | G- | Gk  | P |
| ---------------- | - | -- | - | - | -- | -- | --- | - |
| Egyesült Államok | 3 | 3  | 0 | 0 | 37 | 15 | +22 | 6 |
| Brazília         | 3 | 2  | 0 | 1 | 34 | 26 | +8  | 4 |
| Argentína        | 3 | 1  | 0 | 2 | 23 | 30 | -7  | 2 |
| Venezuela        | 3 | 0  | 0 | 3 | 20 | 43 | −23 | 0 |

| 7. mérkőzés 2011. október 23. 14:30 | Egyesült Államok     | 16-3 | Venezuela       | Scotiabank Aquatics Center, Guadalajara Játékvezetők: Dykman (CAN), Callejas (MEX) |
| 7. mérkőzés 2011. október 23. 14:30 | (7-0, 5-2, 3-1, 1-0) |      |                 | Scotiabank Aquatics Center, Guadalajara Játékvezetők: Dykman (CAN), Callejas (MEX) |
| 7. mérkőzés 2011. október 23. 14:30 | Hutten 4             |      | három játékos 1 | Scotiabank Aquatics Center, Guadalajara Játékvezetők: Dykman (CAN), Callejas (MEX) |

| 8. mérkőzés 2011. október 23. 15:45 | Argentína            | 8-10 | Brazília       | Scotiabank Aquatics Center, Guadalajara Játékvezetők: Menendez (CUB), Stampalija (CRO) |
| 8. mérkőzés 2011. október 23. 15:45 | (2-3, 1-2, 3-3, 2-2) |      |                | Scotiabank Aquatics Center, Guadalajara Játékvezetők: Menendez (CUB), Stampalija (CRO) |
| 8. mérkőzés 2011. október 23. 15:45 | Echenique 3          |      | négy játékos 2 | Scotiabank Aquatics Center, Guadalajara Játékvezetők: Menendez (CUB), Stampalija (CRO) |

| 9. mérkőzés 2011. október 24. 14:30 | Egyesült Államok     | 8-5 | Brazília     | Scotiabank Aquatics Center, Guadalajara Játékvezetők: Menendez (CUB), Bohm (AHO) |
| 9. mérkőzés 2011. október 24. 14:30 | (2-0, 2-2, 1-2, 3-1) |     |              | Scotiabank Aquatics Center, Guadalajara Játékvezetők: Menendez (CUB), Bohm (AHO) |
| 9. mérkőzés 2011. október 24. 14:30 | Bailey, Hutten 3     |     | öt játékos 1 | Scotiabank Aquatics Center, Guadalajara Játékvezetők: Menendez (CUB), Bohm (AHO) |

| 10. mérkőzés 2011. október 24. 17:00 | Argentína            | 8-7 | Venezuela   | Scotiabank Aquatics Center, Guadalajara Játékvezetők: Mejia (MEX), Burt (CAN) |
| 10. mérkőzés 2011. október 24. 17:00 | (2-1, 4-0, 1-2, 1-4) |     |             | Scotiabank Aquatics Center, Guadalajara Játékvezetők: Mejia (MEX), Burt (CAN) |
| 10. mérkőzés 2011. október 24. 17:00 | Yañez 3              |     | Fernandez 3 | Scotiabank Aquatics Center, Guadalajara Játékvezetők: Mejia (MEX), Burt (CAN) |

| 11. mérkőzés 2011. október 25. 14:30 | Egyesült Államok     | 13-7 | Argentína   | Scotiabank Aquatics Center, Guadalajara Játékvezetők: Del Valle (PUR), Madera (CUB) |
| 11. mérkőzés 2011. október 25. 14:30 | (3-2, 3-2, 4-2, 3-1) |      |             | Scotiabank Aquatics Center, Guadalajara Játékvezetők: Del Valle (PUR), Madera (CUB) |
| 11. mérkőzés 2011. október 25. 14:30 | Powers 3             |      | Echenique 2 | Scotiabank Aquatics Center, Guadalajara Játékvezetők: Del Valle (PUR), Madera (CUB) |

| 12. mérkőzés 2011. október 25. 17:00 | Venezuela            | 10-19 | Brazília        | Scotiabank Aquatics Center, Guadalajara Játékvezetők: Stampalija (CRO), Callejas (MEX) |
| 12. mérkőzés 2011. október 25. 17:00 | (1-2, 4-5, 5-6, 0-6) |       |                 | Scotiabank Aquatics Center, Guadalajara Játékvezetők: Stampalija (CRO), Callejas (MEX) |
| 12. mérkőzés 2011. október 25. 17:00 | három játékos 2      |       | Emilio Vieira 4 | Scotiabank Aquatics Center, Guadalajara Játékvezetők: Stampalija (CRO), Callejas (MEX) |

## Egyenes kieséses szakasz
|  |              |                  |           |               |   |                  |                  |       |
|  | Elődöntők    | Elődöntők        | Elődöntők |               |   | Döntő            | Döntő            | Döntő |
|  | Elődöntők    | Elődöntők        | Elődöntők |               |   | Döntő            | Döntő            | Döntő |
|  | augusztus 1. |                  |           |               |   |                  |                  |       |
|  |              |                  |           |               |   |                  |                  |       |
|  | A2           | Kuba             | 2         |               |   |                  |                  |       |
|  | A2           | Kuba             | 2         | augusztus 3.  |   |                  |                  |       |
|  | B1           | Egyesült Államok | 12        |               |   |                  |                  |       |
|  | B1           | Egyesült Államok | 12        |               |   | Egyesült Államok | Egyesült Államok | 7     |
|  | augusztus 1. |                  |           |               |   | Egyesült Államok | Egyesült Államok | 7     |
|  |              |                  | Kanada    | Kanada        | 3 |                  |                  |       |
|  | B2           | Brazília         | Kanada    | Kanada        | 3 | 6                |                  |       |
|  | B2           | Brazília         |           |               |   |                  |                  |       |
|  | A1           | Kanada           | 8         |               |   |                  |                  |       |
|  | A1           | Kanada           | 8         | Bronzmérkőzés |   |                  |                  |       |
|  |              |                  |           |               |   |                  |                  |       |
|  | augusztus 3. |                  |           |               |   |                  |                  |       |
|  |              |                  |           |               |   |                  |                  |       |
|  | Brazília     | Brazília         | 14        |               |   |                  |                  |       |
|  | Brazília     | Brazília         | 14        |               |   |                  |                  |       |
|  | Kuba         | Kuba             | 7         |               |   |                  |                  |       |
|  | Kuba         | Kuba             | 7         |               |   |                  |                  |       |

### Az 5–8. helyért
| 2011. október 27. 12:30 | Kolumbia             | 9–10 | Argentína | Scotiabank Aquatics Center, Guadalajara |
| 2011. október 27. 12:30 | (3–4, 4–3, 1–3, 1–0) |      |           | Scotiabank Aquatics Center, Guadalajara |
| 2011. október 27. 12:30 |                      |      |           | Scotiabank Aquatics Center, Guadalajara |

| 2011. október 27. 14:00 | Venezuela            | 5–7 | Mexikó | Scotiabank Aquatics Center, Guadalajara |
| 2011. október 27. 14:00 | (2–1, 2–3, 1–1, 0–2) |     |        | Scotiabank Aquatics Center, Guadalajara |
| 2011. október 27. 14:00 |                      |     |        | Scotiabank Aquatics Center, Guadalajara |

### Elődöntők
| 2011. október 27. 15:30 | Kuba                 | 2–12 | Egyesült Államok | Scotiabank Aquatics Center, Guadalajara Játékvezetők: Bohm (AHO), Stampalija (CRO) |
| 2011. október 27. 15:30 | (0–4, 0–2, 2–2, 0–4) |      |                  | Scotiabank Aquatics Center, Guadalajara Játékvezetők: Bohm (AHO), Stampalija (CRO) |
| 2011. október 27. 15:30 | Jimenez 2            |      | Powers 3         | Scotiabank Aquatics Center, Guadalajara Játékvezetők: Bohm (AHO), Stampalija (CRO) |

| 2011. október 27. 15:30 | Brazília             | 6–8 | Kanada   | Scotiabank Aquatics Center, Guadalajara |
| 2011. október 27. 15:30 | (4–1, 0–1, 1–3, 1–3) |     |          | Scotiabank Aquatics Center, Guadalajara |
| 2011. október 27. 15:30 | Crivella 2           |     | Graham 3 | Scotiabank Aquatics Center, Guadalajara |

### A 7. helyért
| 2011. október 29. 12:30 | Kolumbia             | 11–9 | Venezuela   | Scotiabank Aquatics Center, Guadalajara |
| 2011. október 29. 12:30 | (2–0, 3–5, 1–1, 5–3) |      |             | Scotiabank Aquatics Center, Guadalajara |
| 2011. október 29. 12:30 | Bejarano 3           |      | Fernandez 3 | Scotiabank Aquatics Center, Guadalajara |

### Az 5. helyért
| 2011. október 29. 14:00 | Argentína            | 12–10 | Mexikó   | Scotiabank Aquatics Center, Guadalajara Játékvezetők: Bohm (AHO), Valcarce (ARG) |
| 2011. október 29. 14:00 | (4–2, 1–1, 5–2, 2–5) |       |          | Scotiabank Aquatics Center, Guadalajara Játékvezetők: Bohm (AHO), Valcarce (ARG) |
| 2011. október 29. 14:00 | Enchenique 5         |       | Pulido 6 | Scotiabank Aquatics Center, Guadalajara Játékvezetők: Bohm (AHO), Valcarce (ARG) |

### Bronzmérkőzés
| 2011. október 29. 15:30 | Brazília             | 14–7 | Kuba    | Scotiabank Aquatics Center, Guadalajara |
| 2011. október 29. 15:30 | (4–4, 3–0, 2–3, 5–0) |      |         | Scotiabank Aquatics Center, Guadalajara |
| 2011. október 29. 15:30 | Rocha 3              |      | Rivas 4 | Scotiabank Aquatics Center, Guadalajara |

### Döntő
| 2011. október 29. 17:00 | Egyesült Államok     | 7–3 | Kanada   | Scotiabank Aquatics Center, Guadalajara Játékvezetők: Stampalija (CRO), Werner (BRA) |
| 2011. október 29. 17:00 | (2–1, 2–1, 1–0, 2–1) |     |          | Scotiabank Aquatics Center, Guadalajara Játékvezetők: Stampalija (CRO), Werner (BRA) |
| 2011. október 29. 17:00 | Azevedo 3            |     | Graham 2 | Scotiabank Aquatics Center, Guadalajara Játékvezetők: Stampalija (CRO), Werner (BRA) |

### Fordítás
Ez a szócikk részben vagy egészben  a   Water polo at the 2011 Pan American Games – Men's tournament című angol Wikipédia-szócikk fordításán alapul.  Az eredeti cikk szerkesztőit annak laptörténete sorolja fel. Ez a jelzés csupán a megfogalmazás eredetét és a szerzői jogokat jelzi, nem szolgál a cikkben szereplő információk forrásmegjelöléseként.
- Men Water Polo Pan-American Games 2011 Guadalajara (MEX) - 23-29.10 Winner United States; todor66.com